# João Batista das Neves
João Batista das Neves (Nossa Senhora da Conceição do Alto Paraguai Diamantino, Mato Grosso, Brasil-28 de junio de 1856-Rio de Janeiro, Brasil, 22 de noviembre de 1910) fue un oficial militar brasileño asesinado durante la llamada Revuelta del Látigo (en portugués, Revolta da Chibata), cuando un grupo de marineros encabezaron una rebelión militar para reclamar el fin de la Ley del Látigo, un castigo corporal entonces habitual en las fuerzas.

## Biografía
Batista das Neves fue hijo de padre desconocido y de Ludumilla Maria da Conceição, quien murió septuagenariana en 1906 en Río de Janeiro.

### Carrera
Batista das Neves fue guardia de la Armada en 1874, luego ascendido a subteniente en 1876, teniente primero en 1880 y capitán-teniente en 1893.
Participó de la revolución federalista riograndense en 1893, en la batalla final de Anhatomirim de 1894, al mando del crucero Andrada, que formaba parte del escuadrón cuya nave nodriza era el barco Gustavo Sampaio. Este barco torpedeó el acorazado Aquidabã, comandado por el entonces capitán de fragata Alexandrino de Alencar, futuro almirante (1904) y ministro de la marina (1906).
Fue promovido a capitán de fragata el 9 de agosto de 1894 y a capitán de mar y guerra el 28 de diciembre de 1904. Recibió pos mórtem la designación como contraalmirante.

## Revuelta del Látigo
El 21 de noviembre de 1910, cuando Batista das Neves era el comandante del acorazado Minas Geraes, el cabo Valdemar Rodrigues de Souza denunció al marinero Marcelino Menezes por llevar dos botellas de cachaza al barco, ya que estaba prohibido que los marineros bebieran alcohol a bordo (no así los oficiales). Menezes hirió con una navaja al cabo que lo denunció y Batista das Neves ordenó que recibiera la pena de 250 latigazos. El castigo se limitó a 25 latigazos, y se prolongó incluso cuando Menezes se desmayó, lo que provocó el enojo de los marineros que también tenían quejas por los bajos sueldos y la mala alimentación.
La noche del 22 de noviembre de 1910, Batista das Neves asistió a una cena que ofreció el oficial del crucero francés Duguay-Trouin, anclado en la bahía de Guanabara. Cuando regresó al acorazado Minas Gerais en compañía del entonces teniente segundo de la Marina Armando Figueira Trompowsky de Almeida, encontró una rebelión en el barco liderada por el militar João Cândido.
Los marineros amotinados intimaron a los oficiales a "saltar o morir", pero Batista das Neves se resistió y fue asesinado, al igual que otros cinco oficiales. El subteniente Álvaro Alberto resultó herido y escapó, dando aviso sobre lo ocurrido a los oficiales del acorazado São Paulo, que huyeron a tierra firme. El motín se extendió rápidamente a los acorazados São Paulo y Deodoro, al crucero Bahia y a otras cuatro embarcaciones menores, que fueron tomadas por 2379 marineros, en su mayoría negros y mestizos.
Desde entonces y hasta el 27 de noviembre, los navíos de guerra apuntaron sus cañones a la entonces capital Río de Janeiro en lo que se denominó la Revuelta del Látigo. Tras los bombardeos contra dos embarcaciones militares, las instalaciones de la Marina en la Isla de las Cobras y el Palacio de Catete (entonces sede gubernamental federal), el flamante presidente Hermes da Fonseca consiguió terminar la rebelión al anunciar la abolición de los castigos corporales y una amnistía para los militares que participaron de la revuelta, lo cual finalmente no fue cumplido: 1216 marineros fueron expulsados de la fuerza, 600 fueron presos (entre ellos João Cândido) y 105 fueron obligados a embarcar rumbo a Amazonia para realizar trabajos forzados, de los cuales 14 fueron fusilados durante el viaje.